# Stefan Bukorac
Stefan Bukorac (serb. cyr. Стефан Букорац; ur. 15 lutego 1991 w Sremskiej Mitrovicy) – serbski piłkarz występujący na pozycji defensywnego lub środkowego pomocnika w kazachskim klubie Szachtior Karaganda.

## Sukcesy
Dinamo Tbilisi
- Zdobywca Pucharu Gruzji: 2014/2015

Mladost Podgorica
- Zdobywca Pucharu Czarnogóry: 2017/2018